# 季軍
季軍在冠軍和亞軍之後，即是第三名的意思。“季”原是“末”的意思，旧时指农历一个季度最末的一个月，季春、季夏、季秋、季冬即指三、六、九、十二月。“孟”和“仲”分别指一个季度的第一和第二个月。一个季度是三个月，按“孟”、“仲”、“季”的次序，“季”慢慢变成“三”的同义词。故用季軍延伸來表示為第三名。